# المنكوب (بني كيل)
المنكوب هي إحدى مشيخات المملكة المغربية، تتبع جغرافيا لإقليم فكيك وإداريًا لبني كيل. يقدر عدد سكانها بـ 528 نسمة حسب الإحصاء الرسمي للسكان والسكنى لسنة 2004.